# Hill O'Beath
Hill of Beath (; Hill o Beath in scozzese) è un villaggio del Fife, in Scozia, appena fuori da Dunfermline e si è unita al Cowdenbeath.
È il luogo di nascita della leggenda del Rangers Jim Baxter, e del centrocampista del Celtic Scott Brown.